# Lycosa labialisoides
Lycosa labialisoides este o specie de păianjeni din genul Lycosa, familia Lycosidae, descrisă de Peng et al., 1997. Conform Catalogue of Life specia Lycosa labialisoides nu are subspecii cunoscute.